# Carolina de Nassau-Usingen
Carolina Polixena de Nassau-Usingen (Biebrich, 4 de abril de 1762 — Castelo de Rumpenheim, 17 de agosto de 1823)  foi a filha mais velha de Carlos Guilherme, príncipe de Nassau-Usingen e esposa do conde Frederico III de Hesse-Cassel.

## Primeiros anos
Carolina nasceu em Biebrich, Nassau-Usingen, sendo a segunda criança e primeira filha a nascer de Carlos Guilherme, príncipe de Nassau-Usingen (1735-1803) e da sua esposa, a condessa Carolina de Leiningen-Dagsburg-Heidesheim (1734-1810), uma filha de Christian Karl Reinhard, conde de Leiningen-Dagsburg-Heidesheim.

## Casamento e descendência
Carolina casou-se no dia 2 de dezembro de 1786 em Biebrich com o conde Frederico III de Hesse-Cassel (1747-1837), filho mais novo de Frederico II, Conde de Hesse-Cassel e da princesa Maria da Grã-Bretanha, filha do rei Jorge II da Grã-Bretanha.
Tiveram oito filhos:
- Guilherme (24 de dezembro de 1787 - 5 de setembro de 1867), casado com Luísa Carlota da Dinamarca (1789-1864) e pai da condessa Luísa de Hesse-Cassel (esposa do rei Cristiano IX da Dinamarca).
- Carlos Guilherme (9 de março de 1789 - 10 de setembro de 1802)
- Frederico Guilherme (24 de abril de 1790 - 25 de outubro de 1876)
- Luís Carlos (12 de novembro de 1791 - 12 de maio de 1800)
- Jorge Carlos (14 de janeiro de 1793 - 4 de março de 1881)
- Luísa Carolina Maria Frederica (9 de abril de 1794 - 16 de março de 1881)
- Maria Guilhermina Frederica (21 de janeiro de 1796 - 30 de dezembro de 1880), casada com Jorge de Mecklemburgo-Strelitz
- Augusta Guilhermina Luísa (25 de julho de 1797 - 6 de abril de 1889), casada com o príncipe Adolfo, Duque de Cambridge